# Anthony Gordon
Anthony Gordon, né le 24 février 2001 à Liverpool (Angleterre), est un footballeur international anglais qui évolue au poste d’ailier à Newcastle United.

## Biographie

### Carrière en club
Issu de l'académie de l'Everton Football Club, Anthony Gordon y fait ses débuts professionnels dès le 12 juillet 2017, à l'occasion d'un match de Ligue Europa contre l'Apollon Limassol, remporté 3-0 par le club liverpuldien.
Mais après ses débuts, c'est surtout avec les équipes de jeunes et en réserve que le jeune Gordon s'illustre,.
Il lui faut attendre la saison 2019-2020, pour commencer à s'imposer dans la rotation d'Everton, sous l'égide de Carlo Ancelotti,.
Gordon enchaîne ainsi les matchs à la reprise du championnat à la suite du confinement au Royaume-Uni, étant notamment l'auteur d'une performance remarquée le 1er juillet 2020 contre Leicester — alors troisième de Premier League — offrant une passe décisive à Richarlison, qui marque le premier but de ce qui sera finalement une victoire 2-1 des Toffees.
Très peu utilisé par Carlo Ancelotti au cours de la première moitié de saison 2020-2021 (sept matchs toutes compétitions confondues), Gordon est cédé en prêt pour six mois à Preston North End le 1er février 2021. Il participe à onze matchs avec le club pensionnaire de deuxième division anglaise avant de réintégrer l'effectif d'Everton à l'issue de la saison.
De retour à Everton au cours de l'été 2021, Gordon s'impose rapidement au sein de l'effectif des Toffees. Très régulièrement aligné par Rafael Benítez puis par Frank Lampard, Gordon inscrit quatre buts en quarante matchs toutes compétitions confondues lors de la saison 2021-2022.
Fort de son nouveau statut de titulaire, Anthony Gordon récupère le numéro 10 d'Everton en juillet 2022.
En janvier 2023, il rejoint Newcastle.

### Carrière en sélection
Depuis ses débuts professionnels, Gordon connaît plusieurs sélections avec les équipes anglaises, des moins de 18 ans aux moins de 19 ans, avec qui il débute la qualification à l'Euro 2020, finalement reporté,.
En juillet 2023, il remporte le championnat d'Europe espoirs après la victoire de l'Angleterre face à l'Espagne  en finale (1-0). Auteur de deux buts et d'une passe décisive, il est sacré meilleur joueur du tournoi.
En juin 2024, il fait partie de la liste des 26 joueurs convoqués par Gareth Southgate pour disputer l'Euro 2024.

## Statistiques

### Statistiques en club
| Saison                | Club                     | Championnat           | Championnat | Championnat | Championnat | Coupe nationale | Coupe nationale | Coupe nationale | Coupe de la Ligue | Coupe de la Ligue | Coupe de la Ligue | Supercoupe | Supercoupe | Supercoupe | Compétition(s) continentale(s) | Compétition(s) continentale(s) | Compétition(s) continentale(s) | Compétition(s) continentale(s) | Total | Total | Total |
| Saison                | Club                     | Division              | M.          | B.          | P.d.        | M.              | B.              | P.d.            | M.                | B.                | P.d.              | M.         | B.         | P.d.       | Comp.                          | M.                             | B.                             | P.d.                           | M.    | B.    | P.d.  |
| 2017-2018             | Everton FC               | Premier League        | -           | -           | -           | -               | -               | -               | -                 | -                 | -                 | -          | -          | -          | C3                             | 1                              | 0                              | 0                              | 1     | 0     | 0     |
| 2018-2019             | Everton FC               | Premier League        | -           | -           | -           | -               | -               | -               | -                 | -                 | -                 | -          | -          | -          | -                              | -                              | -                              | -                              | 0     | 0     | 0     |
| 2019-2020             | Everton FC               | Premier League        | 11          | 0           | 1           | -               | -               | -               | 1                 | 0                 | 0                 | -          | -          | -          | -                              | -                              | -                              | -                              | 12    | 0     | 1     |
| 2020-2021             | Everton FC               | Premier League        | 3           | 0           | 1           | 2               | 0               | 1               | 2                 | 0                 | 2                 | -          | -          | -          | -                              | -                              | -                              | -                              | 7     | 0     | 4     |
| 2021-2022             | Everton FC               | Premier League        | 35          | 4           | 2           | 4               | 0               | 1               | 1                 | 0                 | 0                 | -          | -          | -          | -                              | -                              | -                              | -                              | 40    | 4     | 3     |
| 2022-2023             | Everton FC               | Premier League        | 16          | 3           | 0           | 1               | 0               | 1               | 1                 | 0                 | 0                 | -          | -          | -          | -                              | -                              | -                              | -                              | 18    | 3     | 1     |
| Sous-total            | Sous-total               | Sous-total            | 65          | 7           | 4           | 7               | 0               | 3               | 5                 | 0                 | 2                 | -          | -          | -          | -                              | 1                              | 0                              | 0                              | 78    | 7     | 9     |
| 2020-2021             | Preston North End (prêt) | Championship          | 11          | 0           | 0           | -               | -               | -               | -                 | -                 | -                 | -          | -          | -          | -                              | -                              | -                              | -                              | 11    | 0     | 0     |
| 2022-2023             | Newcastle United         | Premier League        | 16          | 1           | 0           | -               | -               | -               | -                 | -                 | -                 | -          | -          | -          | -                              | -                              | -                              | -                              | 16    | 1     | 0     |
| 2023-2024             | Newcastle United         | Premier League        | 35          | 11          | 10          | 4               | 1               | 0               | 3                 | 0                 | 0                 | -          | -          | -          | C1                             | 6                              | 0                              | 0                              | 48    | 12    | 10    |
| 2024-2025             | Newcastle United         | Premier League        | 34          | 6           | 6           | 2               | 1               | 0               | 6                 | 2                 | 1                 | -          | -          | -          | -                              | -                              | -                              | -                              | 42    | 9     | 7     |
| 2025-2026             | Newcastle United         | Premier League        | 1           | 0           | 0           | -               | -               | -               | -                 | -                 | -                 | -          | -          | -          | C1                             | -                              | -                              | -                              | 1     | 0     | 0     |
| Sous-total            | Sous-total               | Sous-total            | 86          | 18          | 16          | 6               | 2               | 0               | 9                 | 2                 | 1                 | -          | -          | -          | -                              | 6                              | 0                              | 0                              | 107   | 22    | 17    |
| Total sur la carrière | Total sur la carrière    | Total sur la carrière | 162         | 25          | 20          | 13              | 2               | 3               | 14                | 2                 | 3                 | 0          | 0          | 0          | -                              | 7                              | 0                              | 0                              | 196   | 29    | 26    |

### En sélection national
| Saison                | Sélection             | Phases finales        | Phases finales | Phases finales | Phases finales | Éliminatoires | Éliminatoires | Éliminatoires | Ligue des nations | Ligue des nations | Ligue des nations | Matchs amicaux | Matchs amicaux | Matchs amicaux | Total | Total | Total |
| Saison                | Sélection             | Compétition           | M              | B              | Pd             | M             | B             | Pd            | M                 | B                 | Pd                | M              | B              | Pd             | M     | B     | Pd    |
| --------------------- | --------------------- | --------------------- | -------------- | -------------- | -------------- | ------------- | ------------- | ------------- | ----------------- | ----------------- | ----------------- | -------------- | -------------- | -------------- | ----- | ----- | ----- |
| 2023-2024             | Angleterre            | Euro 2024             | 1              | 0              | 0              | -             | -             | -             | -                 | -                 | -                 | 3              | 0              | 0              | 4     | 0     | 0     |
| 2024-2025             | Angleterre            | -                     | -              | -              | -              | 2             | 0             | 0             | 5                 | 1                 | 0                 | 1              | 0              | 0              | 8     | 1     | 0     |
| Total sur la carrière | Total sur la carrière | Total sur la carrière | 1              | 0              | 0              | 2             | 0             | 0             | 5                 | 1                 | 0                 | 4              | 0              | 0              | 12    | 1     | 0     |

## Palmarès

### En sélection nationale
- Angleterre espoirs
  - Vainqueur du Championnat d'Europe en 2023.

- Angleterre
  - Finaliste du Championnat d'Europe en 2024.

### Distinction personnelle
- Meilleur joueur du Championnat d'Europe espoirs en 2023[16].